# Motjärnarna (Björna socken, Ångermanland, 709765-162157)
Motjärnarna är en sjö i Örnsköldsviks kommun i Ångermanland och ingår i Gideälvens huvudavrinningsområde.